# Фигероа-и-Торрес, Альваро де
А́льваро де Фигеро́а-и-То́ррес, 1-й граф де Романо́нес (исп. Álvaro de Figueroa y Torres, I conde de Romanones; 9 августа 1863, Мадрид — 11 сентября 1950, Мадрид) — историк и политический деятель Испании.

## Биография
Сын богатого землевладельца, Фигероа-и-Торрес изучал юриспруденцию в Мадридском университете. Отказался от карьеры адвоката в пользу политической деятельности. В 1886 году был избран в Конгресс депутатов и вступил в Либеральную партию, организованную Пракседесом Сагастой.
С 1912 года лидер испанской Либеральной партии, в 1912—1913, 1915—1917, 1918—1919 годах — премьер-министр. Автор трудов по истории Испании XIX—XX веков.
Во время Второй республики был депутатом от Гвадалахары.
Начало гражданской войны застало его в Сан-Себастьяне, где он занимался собственным бизнесом. С помощью французского посла он перебрался во Францию. В 1937 году переехал в националистическую зону (часть Испании, которая контролировалась националистами-франкистами), став ярым сторонником Франсиско Франко. Был одним из тех испанских политиков, кто подписал консультативное заключение о нелегитимности действующих властей от 18 июля 1936 года, специальный юридический отчёт, подготовленный франкистским правительством в Бургосе для легитимизации «национального восстания» — государственный переворот 1936 года — с помощью извращённых аргументов, таких как вменение лицам, подвергшимся нападению, того самого преступления, которое повлекло за собой нападение, а именно «пособничества восстанию».
После войны написал мемуары и был президентом Королевской академии изящных искусств Сан-Фернандо и членом академий истории и юриспруденции.
Был женат на Касильде Алонсо-Мартинес, дочери министра, Мануэля Алонсо Мартинеса, с которой у него было семеро детей: Касильда, Луис, Альваро, Карлос, Хосе, Эдуардо и Агустин.
Умер в Мадриде 11 сентября 1950 года.